# Nemacladus
- Commons
- Wikispecies

Nemacladus é um gênero botânico pertencente à família Campanulaceae.
1. ↑  «Nemacladus — World Flora Online». www.worldfloraonline.org. Consultado em 19 de agosto de 2020